# 닐라 피셰르
오사 닐라 마리아 피셰르(스웨덴어: Åsa Nilla Maria Fischer, 1984년 8월 2일 ~ )는 스웨덴 여자 축구 국가대표팀과 스웨덴 다말스벤스칸의 린셰핑 FC에서 활약하고 있는 스웨덴의 여자 축구 선수이다. 포지션은 수비수이며, 수비형 미드필더로도 뛸 수 있다.

## 클럽 경력
2003년부터 2011년까지 LdB FC 말뫼(현재의 FC 로셍오르드) 소속으로 활약했으며 팀의 다말스벤스칸 2회 우승, 여자 스벤스카 수페르쿠펜 1회 우승에 기여했다. 2012년부터 2013년까지 린셰핑 FC 소속으로 활약했다.
2013년에는 독일의 여자 축구 클럽인 VfL 볼프스부르크로 이적했고 팀의 프라우엔-분데스리가 2회 우승, 여자 DFB-포칼 3회 우승, UEFA 여자 챔피언스리그 1회 우승에 기여했다. 2019년에는 린셰핑 FC로 복귀했다.

## 국가대표 경력
2001년 1월에 열린 노르웨이와의 경기에 처음 출전하면서 스웨덴 여자 축구 국가대표팀 선수로 데뷔했다. 원래 포지션은 수비형 미드필더였지만 2013년에 스웨덴 여자 축구 국가대표팀의 피아 순드하게 감독의 지시에 따라 센터 백으로 전향했다.
3차례의 UEFA 유럽 여자 축구 선수권 대회(2009년, 2013년, 2017년), 4차례의 FIFA 여자 월드컵(2007년, 2011년, 2015년, 2019년), 3차례의 하계 올림픽(2008년 베이징 하계 올림픽, 2012년 런던 하계 올림픽, 2016년 리우데자네이루 하계 올림픽)에 참가했다. UEFA 여자 유로 2013에서는 개최국인 스웨덴의 준결승전 진출에 기여했고 2016년 리우데자네이루 하계 올림픽에서는 스웨덴의 올림픽 여자 축구 은메달에 기여했다.

## 사생활
2013년에 스웨덴의 성소수자 전문 잡지 《QX》과의 인터뷰에서 자신이 레즈비언임을 표명했다. 2013년 12월에는 자신의 여자 동료였던 마리아 미카엘라 피셰르(Mariah Michaela Fischer)와 결혼했다.

## 수상

### 클럽
LdB FC 말뫼
- 다말스벤스칸 2회 우승 (2010, 2011)
- 여자 스벤스카 수페르쿠펜 1회 우승 (2011)

VfL 볼프스부르크
- UEFA 여자 챔피언스리그 1회 우승 (2013-14)
- 프라우엔-분데스리가 2회 우승 (2013-14, 2016-17)
- 여자 DFB-포칼 3회 우승 (2014-15, 2015-16, 2016-17)

### 국가대표
- 2011년 FIFA 여자 월드컵 3위
- 2016년 리우데자네이루 하계 올림픽 은메달

### 개인
- 2013년 스웨덴 올해의 여자 수비수 선정
- 2014년 스웨덴 올해의 여자 수비수 선정